# Florian van Volxem
Florian Van Volxem (* 27. März 1973 in Düsseldorf) ist ein deutscher Musiker und Komponist.

## Preise und Auszeichnungen
- Deutscher Fernsehmusikpreis 2010 (zusammen mit Sven Rossenbach) in der Kategorie Mehrteiler/Serie für Im Angesicht des Verbrechens[1]
- Preis der deutschen Filmkritik 2014 (mit Sven Rossenbach) für den Kinofilm Die geliebten Schwestern

## Filmografie (Auswahl)
- 2000: München – Geheimnisse einer Stadt (Regie: Dominik Graf)
- 2002: Die Freunde der Freunde (Regie: Dominik Graf)
- 2003: Hotte im Paradies (Regie: Dominik Graf)
- 2005: Polizeiruf 110: Der scharlachrote Engel (Regie: Dominik Graf)
- 2006: Eine Stadt wird erpresst (Regie: Dominik Graf)
- 2006: Polizeiruf 110: Er sollte tot (Regie: Dominik Graf)
- 2007: Das Gelübde (Regie: Dominik Graf)
- 2009: Im Angesicht des Verbrechens (Regie: Dominik Graf)
- 2010: Dreileben – Komm mir nicht nach (Regie: Dominik Graf)
- 2011: Riskante Patienten (Regie: Stefan Krohmer)
- 2011: Das unsichtbare Mädchen (Regie: Dominik Graf)
- 2011: Unter anderen Umständen – Spiel mit dem Feuer (Regie: Judith Kennel)
- 2011: Polizeiruf 110: Cassandras Warnung (Regie: Dominik Graf)
- 2012: Lawinen der Erinnerung (Regie: Dominik Graf)
- 2013: Im Netz (Regie: Isabel Kleefeld)
- 2013: Verratene Freunde (Regie: Stefan Krohmer)
- 2013: Tatort: Aus der Tiefe der Zeit (Regie: Dominik Graf)
- 2014: Weiter als der Ozean (Regie: Isabel Kleefeld)
- 2014: Die geliebten Schwestern (Regie: Dominik Graf)
- 2014: Die reichen Leichen. Ein Starnbergkrimi (Regie: Dominik Graf)
- 2014: Polizeiruf 110: Smoke on the Water (Regie: Dominik Graf)
- 2014: Sein gutes Recht (Regie: Isabel Kleefeld)
- 2015: Was heißt hier Ende? Der Filmkritiker Michael Althen (Regie: Dominik Graf)
- 2015: Tatort: Hydra (Regie: Nicole Weegmann)
- 2015: Die abhandene Welt (Regie: Margarethe von Trotta)
- 2015: Besser als Du (Regie: Isabel Kleefeld)
- 2015: Tatort: Kälter als der Tod (Regie: Florian Schwarz)
- 2016: Das weiße Kaninchen (Regie: Florian Schwarz)
- 2016: Am Abend aller Tage (Regie: Dominik Graf)
- 2016: Ein Teil von uns
- 2016: Was ich von dir weiß (Regie: Isabel Kleefeld)
- 2016: Zielfahnder – Flucht in die Karpaten
- 2017: Das Leben danach (Regie: Nicole Weegmann)
- 2017: Tatort: Der rote Schatten (Regie: Dominik Graf)
- 2017: Meine fremde Freundin (Regie: Stefan Krohmer)
- 2018: Hanne (Regie: Dominik Graf)
- 2018: Aufbruch in die Freiheit (Regie: Isabel Kleefeld)
- 2019: Marie Brand und der Reiz der Gewalt (Regie: Nicole Weegmann)
- 2019: Polizeiruf 110: Der Ort, von dem die Wolken kommen
- 2020: Tatort: Kein Mitleid, keine Gnade (Regie: Felix Herzogenrath)
- 2020: Tatort: Das perfekte Verbrechen
- 2020: Unter anderen Umständen: Lügen und Geheimnisse
- 2020: Polizeiruf 110: Der Verurteilte
- 2021: Tatort: Borowski und die Angst der weißen Männer
- 2021: Fabian oder Der Gang vor die Hunde
- 2021: Polizeiruf 110: Bis Mitternacht (Regie: Dominik Graf)
- 2021: Für immer Eltern (Regie: Florian Schwarz)
- 2021: Marie Brand und der Tote im Trikot
- 2022: Tatort: Gier und Angst
- 2022: Gesicht der Erinnerung (Fernsehfilm)
- 2022: Marie Brand und der überwundene Tod
- 2023: Marie Brand und die Ehrenfrauen
- 2023: Marie Brand und die falsche Wahrheit
- 2023: German Crime Story: Gefesselt (Serie)
- 2024: Tatort: Letzter Ausflug Schauinsland

## Hörspiel (Auswahl)
- 2004 57'38' Ewigkeit, von Bibiana Beglau und Stefan Jäger
- 2005 Der Weg Zum Glück von Ingrid Laus
- 2007 Ein schönes Leben von Martin Sprecher: Becker Ueli Jäggi und Raphael Clamer
- 2011 Grabesgruen von Tana French WDR-Hörspiel-(Regie: Martin Zylka)
- 2011 Die Herrenausstatterin von Mariana Leky, WDR-Hörspiel (Regie: Petra Feldhoff)
- 2011 Die Drückerin von Bernhard Pfletschinger, ARD-Radio-Feature
- 2012 Der Buddhist und ich von Mariana Leky, WDR-Hörspiel (Regie: Petra Feldhoff)
- 2012 Fennymores Reise oder Wie man Dackel im Salzmantel macht von Kirsten Reinhardt
- 2013 Der Aufzug von Mariana Leky, WDR-Hörspiel (Regie: Petra Feldhoff)
- 2024 Kein König in Israel  von Maxim Biller (Regie: Dominik Graf)